# Супплинбурги

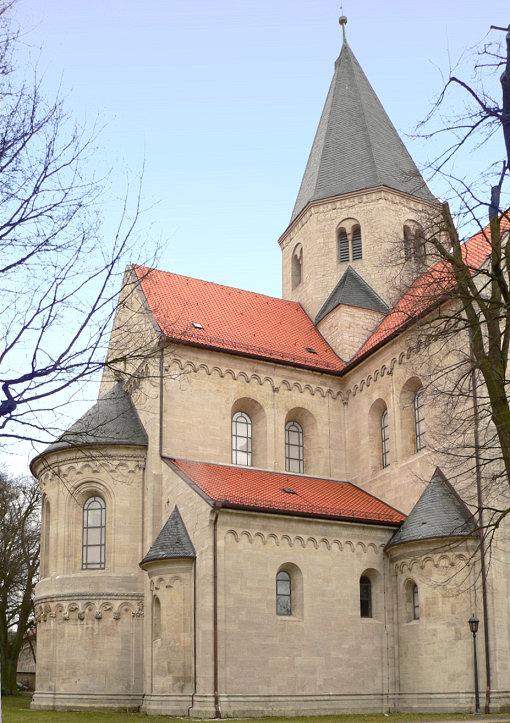
Место захоронения Лотаря в деревне Люттер.

Супплинбурги, Зюпплинбурги (нем. Supplinburger) — немецкая королевская династия, правившая в Священной Римской Империи с 1125 по 1137 год. Название династии происходит от города Зюплингенбург в Нижней Саксонии. Исторически, Супплинбурги были в оппозиции к Салической династии и Гогенштауфенам. Самым знаменитым представителем династии был император Лотарь II, отец которого, Гебхард Супплинбургский, погиб в 1075 году в битве при Лангензальце во время саксонского восстания против императора Генриха IV.

## Возвышение династии
Лотарь стал владельцем обширных земель на территории Нижней Саксонии, благодаря браку, покупке ряда земель за деньги и приобретению через наследование. В итоге в его владении оказались земли, ранее принадлежавшие Биллунгам, Нортхеймам и Брунонам. В 1106 году Лотарь получил титул Герцога Саксонии от императора Генриха V, за помощь в борьбе против своего отца, Генриха IV. Вдохновленный повышением в статусе и яростью против нового налога на владения герцогов, Лотарь впоследствии восстал против императора и отрицал способность последнего править во время борьбы за инвеституру. В 1112 году Лотарь снова поднял восстание против Генриха, однако оно легко было подавлено. Однако в следующем году разногласия по поводу наследования графств Веймар и Орламюнде дали Лотарю новый повод выступить против Генриха, но его войска снова были разбиты в битве при Ворнштаде, несмотря на это, герцог позднее был помилован. В 1115 году его войска нанесли поражение императорскому войску в битве при Вельфхользе.
После смерти Генриха в 1125 году, который не оставил наследников и являлся последним представителем мужской линии Салической династии, возникли споры вокруг его наследства. Герцог Фридрих и Конрад, два представителя Гогенштауфенов, через свою мать Агнес были внуками Генриха IV и племянниками Генриха V. Фридрих попытался стать императором с помощью традиционных имперских выборов, однако проиграл Лотарю. Гражданская война между Гогенштауфенами и сторонниками Лотаря завершилась в 1134 году по инициативе Фридриха.
История династии Супплинбургов была скоротечна. От своей жены, Рихензы Нортхеймской, Лотарь имел только одну дочь, Гертруду. Чтобы обеспечить себе поддержку Вельфов на выборах императора, Лотарь выдал свою дочь за герцога Баварии Генриха Гордого.
После смерти Лотаря, императором был выбран представитель Гогенштауфенов — Конрад. В связи с тем, что Генрих Гордый отказался признать нового императора, Конрад лишил его всех владений.